# Янссон, Микаэль
Микаэль Янссон (род. 15 июля 1958) — шведский фэшн-фотограф и режиссёр. Постоянный автор американской и французской версий Vogue, журнал Interview, а также рекламных кампаний для таких брендов класса люкс, как Estée Lauder, Coach, Calvin Klein и Louis Vuitton. Снимает и плёночные, и цифровые фотографии.

## Биография
Родился и вырос в Стокгольме. В 70-х и начале 80-х годов снимал артистов, выступавших в шведской столице с концертами — Blondie, Roxy Music, Игги Поп, Дэвид Боуи и The Clash, а также музыканты Чет Бейкер и Майлз Дэвис. Работал помощником известного в Швеции фотомастера Карла-Йохана Рённа и учился на работах Стиглица, Брассая, Картье-Брессона, Кертеса и Лартига. Жил в Нью-Йорке, где был одно время ассистентом у Ричарда Аведона.
В 1987 году Янссон вернулся в Стокгольм, где открыл собственную студию и фотолабораторию. В настоящее время делит свою жизнь между Лондоном и Нью-Йорком.
На протяжении всей карьеры работы Янссона выставлялись в Музее современного искусства в Нью-Йорке, Институте современного искусства в Бостоне, Национальном центре фотографии в Париже, ряде других музеев мира.